# Крулево (Мазовецьке воєводство)
Крулево (пол. Królewo) — село в Польщі, у гміні Йонець Плонського повіту Мазовецького воєводства.
Населення — 316 осіб (2011).
У 1975-1998 роках село належало до Цехановського воєводства.

## Демографія
Демографічна структура станом на 31 березня 2011 року:
|          | Загалом | Допрацездатний вік | Працездатний вік | Постпрацездатний вік |
| -------- | ------- | ------------------ | ---------------- | -------------------- |
| Чоловіки | 146     | 31                 | 102              | 13                   |
| Жінки    | 170     | 36                 | 92               | 42                   |
| Разом    | 316     | 67                 | 194              | 55                   |